# Glossobius anctus
Glossobius anctus är en kräftdjursart som beskrevs av Bruce och Bowman 1989. Glossobius anctus ingår i släktet Glossobius och familjen Cymothoidae. Inga underarter finns listade i Catalogue of Life.